# シトロエン・C3ピカソ
C3 ピカソ (C3 Picasso) は、シトロエンが2008年から2017年にかけて製造・販売していた自動車である。

## 概要
2008年、パリモーターショーにて「Drooneel」という名前でコンセプトカーとして初発表された。日産・ノートやフォード・フュージョンなどを競合モデルとして設計された。
2010年、派生車種としてC3 エアクロスが発売を開始した。